# Dacarbazina
La dacarbazina (conosciuta anche come imidazolo carbossammide) è un farmaco chemioterapico antitumorale triazenico utilizzato nel trattamento di vari tipi di cancro, tra cui figurano il melanoma, il linfoma di Hodgkin, il sarcoma ed il carcinoma delle isole di Langerhans del pancreas. Gli antineoplastici sono farmaci che interferiscono con la crescita cellulare ed impediscono la formazione di nuovi tessuti, in questo caso tumorali. Tali farmaci sono altresì noti come citotossici. La dacarbazina fa parte della sottoclasse degli agenti alchilanti. Viene normalmente somministrata per iniezione endovena.

## Storia
Ha ricevuto la prima approvazione per l'immisione in commercio dalla Food and Drug Administration americana nel maggio del 1975, in origine commercializzata dalla Bayer. Nell'Unione europea è immessa in commercio con il marchio Deticene.

## Effetti collaterali
Così come la maggior parte dei farmaci chemioterapici, anche la dacarbazina presenta numerosi effetti collaterali, in quanto interferisce con la crescita delle cellule cancerose ma anche di quelle sane. Tra gli eventi avversi più importanti vanno ricordati i seguenti: anomalie congenite del feto in caso di assunzione del farmaco durante la gravidanza, sterilità temporanea o permanente; immunosoppressione (ridotta capacità a combattere le infezioni o le malattie). Il farmaco è ritenuto ad alto potenziale emetico e la maggior parte dei pazienti che lo devono assumere vengono pre-medicati opportunamente con farmaci antiemetici. Altri effetti indesiderati significativi sono il mal di testa, l'affaticamento e la diarrea occasionale.